# D'Angelo Russell
D'Angelo Danté Russell (Louisville, 23 febbraio 1996) è un cestista statunitense, professionista nella NBA con i Dallas Mavericks.

## Caratteristiche tecniche
Playmaker mancino, è abile a giocare in pick and roll, oltre che molto dotato tecnicamente. È bravo a tirare da 3 punti da catch and shoot. Pecca invece in fase difensiva.

## High school
Russell frequenta inizialmente la Central High School a Louisville, Kentucky nella stagione 2010-11, successivamente si trasferisce alla Montverde Academy nell'omonima città di Montverde in Florida. Nel 2014 vince il titolo statale e viene nominato per giocare al McDonald's All-American Game. Russell dopo molte offerte da alcune prestigiose università come Louisville e North Carolina, si iscrive all'Università statale dell'Ohio.

## College
Russell gioca una stagione in NCAA con Ohio State. Il 21 gennaio 2015 registra il suo career high di 33 punti nella vittoria con Northwest University. L'8 febbraio 2015 mette a referto la prima tripla doppia mai fatta da una matricola dell'Università statale dell'Ohio, segnando 23 punti 11 rimbalzi e 11 assist. In 35 partite tiene una media di 19,3 punti 5,7 assist 5 rimbalzi e 1,6 palle recuperate in 33,9 minuti a partita. Il 22 aprile 2015, si dichiara eleggibile per il Draft.

## NBA

### Los Angeles Lakers

#### La stagione da rookie (2015-2016)

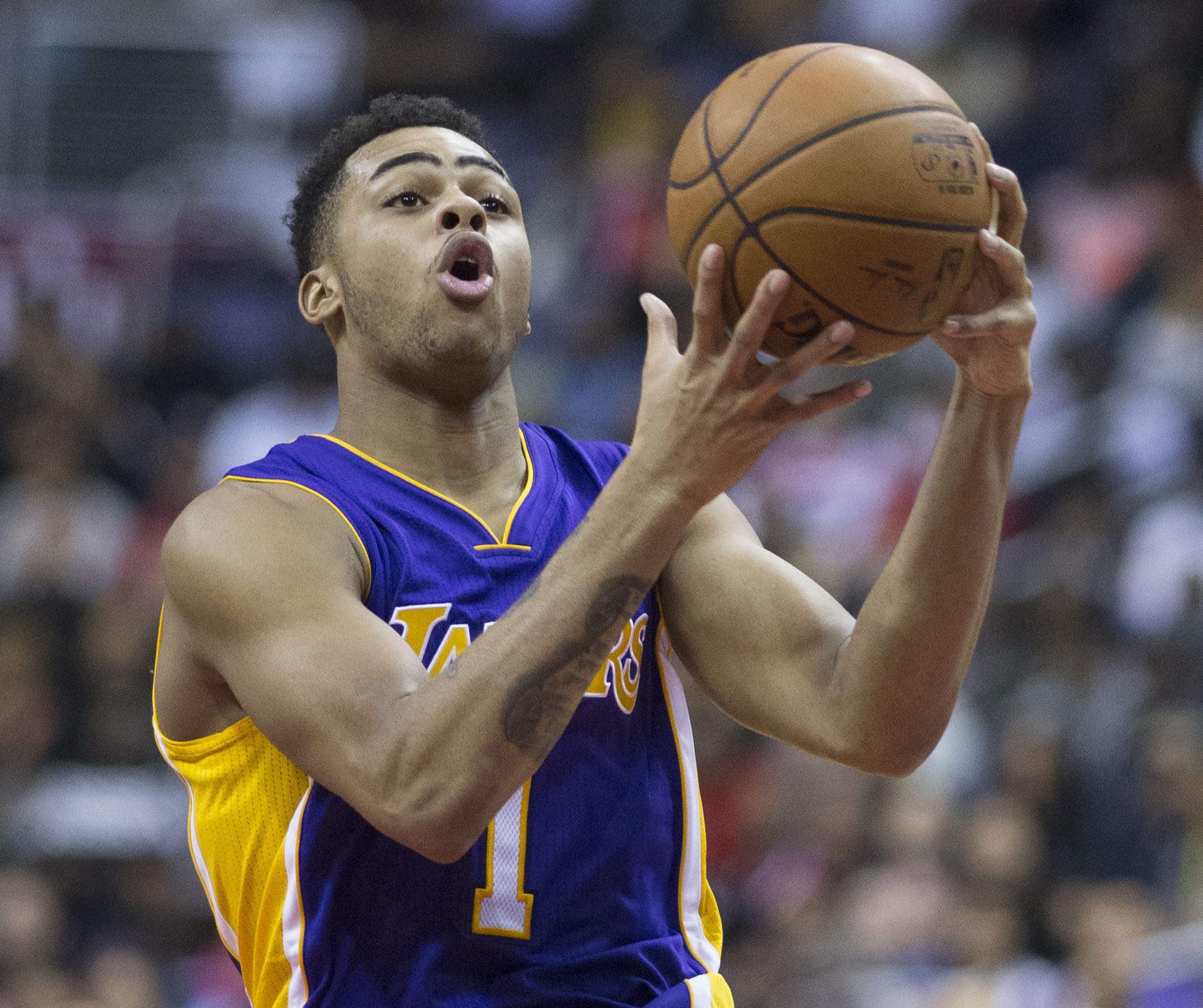
Russell da rookie ai Lakers

Il 25 giugno 2015 venne scelto alla seconda chiamata assoluta dai Los Angeles Lakers. Durante la Summer League tiene le medie di 11,8 punti e 5,2 rimbalzi. Nella sua prima partita in carriera mette a segno 4 punti e 3 rimbalzi contro i Minnesota Timberwolves, mentre il 4 dicembre 2015 registra la sua prima doppia doppia con 16 punti e 10 rimbalzi nella sconfitta contro gli Atlanta Hawks. Viene poi convocato per il BBVA Rising Stars Challenge, dove mette a segno 22 punti e 7 assist. Il 2 marzo 2016 realizza il suo career-high di punti contro i Brooklyn Nets segnandone 39; non ha superato il record di Elgin Baylor, ma è terzo dietro di lui (e a George Mikan) per punti segnati da un rookie dei Lakers (Baylor ne segnò addirittura 55 nel 1959). Chiude la stagione a 13,2 punti, 3,4 rimbalzi e 3,3 assist in 28 minuti a partita, leader dei rookie in palle rubate a partita e più giovane a realizzare 130 triple in una stagione, venendo nominato nel secondo quintetto All-Rookie.
Tuttavia la sua prima stagione nella città degli angeli è stata segnata anche da un episodio controverso: il 31 marzo 2016 Russell ha reso pubblico un video in cui il compagno di squadra Nick Young ammetteva di aver tradito la sua fidanzata Iggy Azalea.

#### Stagione 2016-17
L'anno successivo, oltre a essersi riappacificato con Nick Young, è stato vittima di due infortuni (uno in novembre, l'altro in gennaio), che non gli hanno impedito di venire convocato nuovamente per il Rising Stars Challenge, partendo titolare. Dopo aver migliorato il proprio career-high in assist (11, contro gli Washington Wizards) e nei punti (ben 40 punti nella sconfitta per 125-120 contro i Cleveland Cavaliers allo Staples Center il 19 marzo 2017), finisce la stagione con le medie di 15,6 punti, 3,5 rimbalzi e 4,8 assist a partita, con i Lakers che mancano nuovamente la postseason.

### Brooklyn Nets

#### Stagione 2017-18

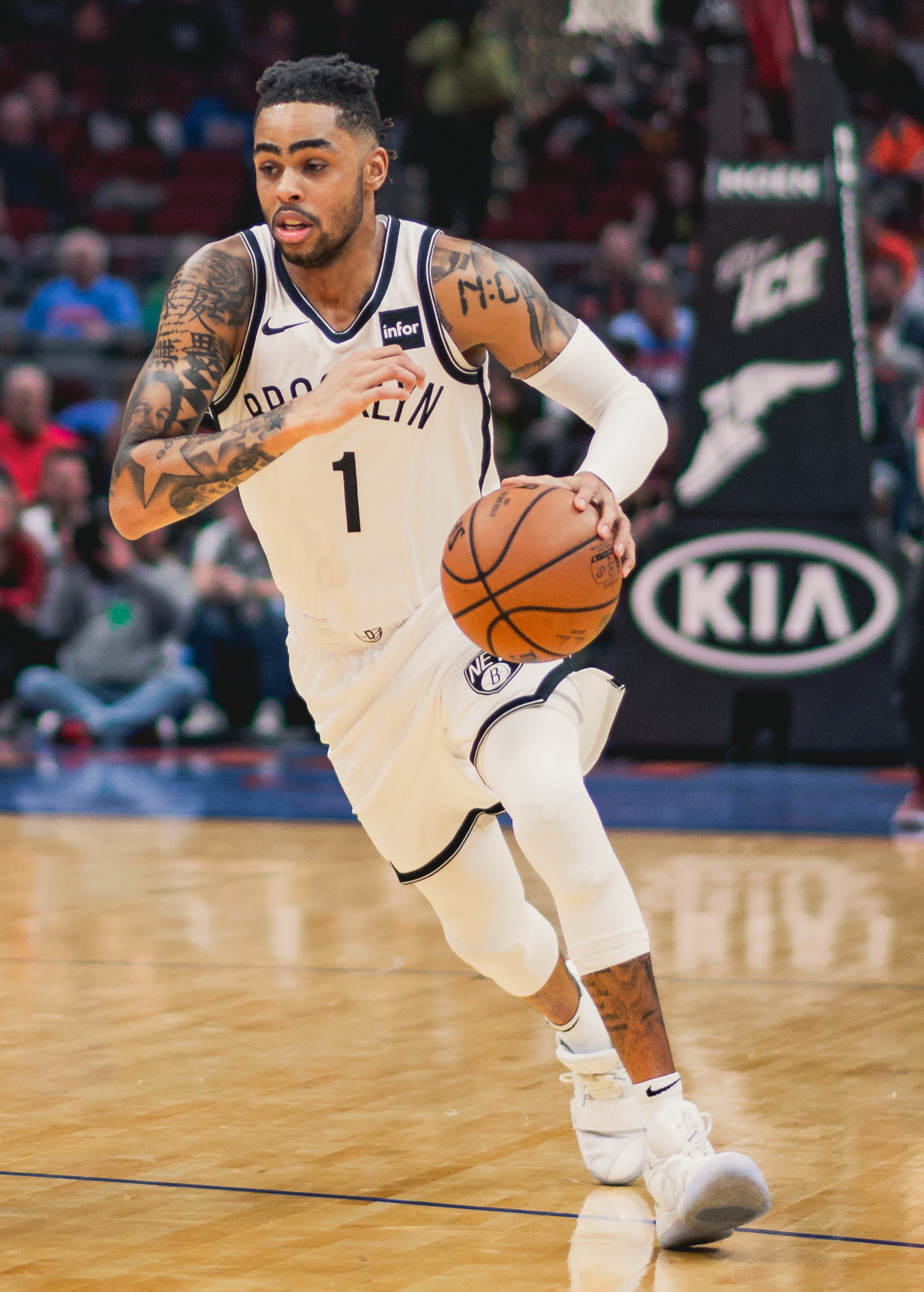
Russell in azione ai Nets

Il 21 giugno viene ceduto ai Brooklyn Nets insieme a Timofej Mozgov in cambio di Brook Lopez e della 27ª scelta al Draft NBA 2017, in seguito alla scelta dei californiani di ricostruire con Lonzo Ball e di liberare spazio salariale. Dopo un ottimo inizio di stagione, le sue statistiche calano a seguito di vari infortuni, concludendo la stagione con 15,5 punti, 3,9 rimbalzi e 5,2 assist di media.

#### L'esplosione, la convocazione all'All Star Game e l'arrivo ai play-off (2018-19)
Dopo aver disputato un'ottima prima parte di stagione, Russell viene convocato come riserva all'All Star Game, sostituendo l'infortunato Victor Oladipo, mentre il 12 febbraio 2019 diventa il giocatore più giovane a raggiungere quota 500 tiri da 3 segnati in NBA. A fine anno contribuisce all'arrivo della squadra ai playoffs (dopo 4 anni d'assenza) con 21,1 punti e 7 assist di media. Debutta in post-season risultando determinante nella sorprendente vittoria contro i Philadelphia 76ers per 111-102, con 26 punti segnati. Tuttavia quella è stata l'unica gara vinta nella serie dai Nets che sono stati eliminati a gara-5 dai Sixers.

### Golden State Warriors
Il 1º luglio 2019 viene reso noto l'ingaggio del giocatore da parte della franchigia Golden State Warriors. Il trasferimento diventa ufficiale il 7 luglio successivo.
Il 9 novembre 2019 realizza il proprio career-high di punti, segnandone 52, in occasione della sconfitta per 125-119 contro i Minnesota Timberwolves.

### Minnesota Timberwolves
Nel febbraio 2020 si trasferisce ai Minnesota Timberwolves insieme a Jacob Evans e Omari Spellman, nell'ambito di uno scambio che porta a Andrew Wiggins a Golden State.

## Statistiche

### NCAA
| Anno      | Squadra             | PG | PT | MP   | TC%  | 3P%  | TL%  | RP  | AP  | PRP | SP  | PP   |
| --------- | ------------------- | -- | -- | ---- | ---- | ---- | ---- | --- | --- | --- | --- | ---- |
| 2014-2015 | Ohio State Buckeyes | 35 | 35 | 33,9 | 44,9 | 41,1 | 75,6 | 5,7 | 5,0 | 1,6 | 0,3 | 19,3 |
| Carriera  | Carriera            | 35 | 35 | 33,9 | 44,9 | 41,1 | 75,6 | 5,7 | 5,0 | 1,6 | 0,3 | 19,3 |

#### Massimi in carriera
- Massimo di punti: 33 vs Northwestern (22 gennaio 2015)[26]
- Massimo di rimbalzi: 14 (2 volte)
- Massimo di assist: 11 vs Rutgers (21 novembre 2018)
- Massimo di palle rubate: 4 vs Michigan (13 gennaio 2015)
- Massimo di stoppate: 3 vs Minnesota (12 marzo 2015)
- Massimo di minuti giocati: 44 vs Virginia Commonwealth (19 marzo 2015)

### NBA

#### Regular Season
| Anno      | Squadra            | PG  | PT  | MP   | TC%  | 3P%  | TL%  | RP  | AP  | PRP | SP  | PP   |
| --------- | ------------------ | --- | --- | ---- | ---- | ---- | ---- | --- | --- | --- | --- | ---- |
| 2015-2016 | L.A. Lakers        | 80  | 48  | 28,2 | 41,0 | 35,1 | 73,7 | 3,4 | 3,3 | 1,2 | 0,2 | 13,2 |
| 2016-2017 | L.A. Lakers        | 63  | 60  | 28,7 | 40,5 | 35,2 | 78,2 | 3,5 | 4,8 | 1,4 | 0,3 | 15,6 |
| 2017-2018 | Brooklyn Nets      | 48  | 35  | 25,7 | 41,4 | 32,4 | 74,0 | 3,9 | 5,2 | 0,8 | 0,4 | 15,5 |
| 2018-2019 | Brooklyn Nets      | 81  | 81  | 30,2 | 43,4 | 36,9 | 78,0 | 3,9 | 7,0 | 1,2 | 0,4 | 21,1 |
| 2019-2020 | G.S. Warriors      | 33  | 33  | 32,1 | 43,0 | 37,4 | 78,5 | 3,7 | 6,2 | 0,9 | 0,3 | 23,6 |
| 2019-2020 | Minnesota T'wolves | 12  | 12  | 32,7 | 41,2 | 34,5 | 87,3 | 4,6 | 6,6 | 1,4 | 0,3 | 21,7 |
| 2020-2021 | Minnesota T'wolves | 42  | 26  | 28,5 | 43,1 | 38,7 | 76,5 | 2,6 | 5,8 | 1,1 | 0,4 | 19,0 |
| 2021-2022 | Minnesota T'wolves | 65  | 65  | 32,0 | 41,1 | 34,0 | 82,5 | 3,3 | 7,1 | 1,0 | 0,3 | 18,1 |
| 2022-2023 | Minnesota T'wolves | 54  | 54  | 32,9 | 46,5 | 39,1 | 85,6 | 3,1 | 6,2 | 1,1 | 0,4 | 17,9 |
| 2022-2023 | L.A. Lakers        | 17  | 17  | 30,9 | 48,4 | 41,4 | 73,5 | 2,9 | 6,1 | 0,6 | 0,5 | 17,4 |
| 2023-2024 | L.A. Lakers        | 76  | 69  | 32,7 | 45,6 | 41,5 | 82,8 | 3,1 | 6,3 | 0,9 | 0,5 | 18,0 |
| 2024-2025 | L.A. Lakers        | 29  | 10  | 26,3 | 41,5 | 33,3 | 84,9 | 2,8 | 4,7 | 0,8 | 0,1 | 12,4 |
| 2024-2025 | Brooklyn Nets      | 29  | 26  | 24,7 | 36,7 | 29,7 | 82,6 | 2,8 | 5,6 | 1,1 | 0,7 | 12,9 |
| Carriera  | Carriera           | 629 | 536 | 29,8 | 42,7 | 36,5 | 79,6 | 3,4 | 5,7 | 1,1 | 0,3 | 17,3 |
| All-Star  | All-Star           | 1   | 0   | 12,0 | 40,0 | 40,0 | -    | 1,0 | 3,0 | 0,0 | 0,0 | 6,0  |

#### Play-off
| Anno     | Squadra            | PG | PT | MP   | TC%  | 3P%  | TL%  | RP  | AP  | PRP | SP  | PP   |
| -------- | ------------------ | -- | -- | ---- | ---- | ---- | ---- | --- | --- | --- | --- | ---- |
| 2019     | Brooklyn Nets      | 5  | 5  | 29,6 | 35,9 | 32,4 | 84,6 | 3,6 | 3,6 | 1,4 | 0,2 | 19,4 |
| 2022     | Minnesota T'wolves | 6  | 6  | 32,7 | 33,3 | 38,7 | 75,0 | 2,5 | 6,7 | 1,5 | 0,0 | 12,0 |
| 2023     | L.A. Lakers        | 16 | 15 | 29,6 | 42,6 | 31,0 | 76,9 | 2,9 | 4,6 | 0,7 | 0,3 | 13,3 |
| 2024     | L.A. Lakers        | 5  | 5  | 37,0 | 38,4 | 31,8 | 50,0 | 2,8 | 4,2 | 0,8 | 0,2 | 14,2 |
| Carriera | Carriera           | 32 | 31 | 31,3 | 38,8 | 32,7 | 77,2 | 2,9 | 4,8 | 1,0 | 0,2 | 14,2 |

#### Massimi in carriera
- Massimo di punti: 52 vs Minnesota Timberwolves (8 novembre 2019)[27]
- Massimo di rimbalzi: 11 vs Toronto Raptors (23 marzo 2018)
- Massimo di assist: 15 vs Portland Trail Blazers (5 marzo 2022)
- Massimo di palle rubate: 7 vs Los Angeles Lakers (28 ottobre 2022)
- Massimo di stoppate: 3 (2 volte)
- Massimo di minuti giocati: 45 vs Memphis Grizzlies (30 novembre 2018)

## Palmarès
- NBA In-Season Tournament: 1

Los Angeles Lakers: 2023
- McDonald's All-American Game (2014)
- Jerry West Award (2015)
- NCAA AP All-America First Team (2015)
- NBA All-Rookie Second Team (2016)
- 1 convocazione all'NBA All-Star Game: 2019